# Rayón, Sonora
Rayón är en ort i Mexiko.   Den ligger i kommunen Rayón och delstaten Sonora, i den nordvästra delen av landet, 1 600 km nordväst om huvudstaden Mexico City. Rayón ligger 547 meter över havet och antalet invånare är 1 382.
Terrängen runt Rayón är kuperad västerut, men österut är den platt. Rayón ligger nere i en dal.  Trakten runt Rayón är nära nog obefolkad, med mindre än två invånare per kvadratkilometer. Det finns inga andra samhällen i närheten. Omgivningarna runt Rayón är i huvudsak ett öppet busklandskap.